# NGC 4554
NGC 4554 је двојна звезда у сазвежђу Девица која се налази на NGC листи објеката дубоког неба.
Деклинација објекта је + 11° 15' 55" а ректасцензија 12h 35m 59,5s. Привидна величина (магнитуда) објекта NGC 4554 износи 12,3.